# Onomastus patellaris
Onomastus patellaris är en spindelart som beskrevs av Simon 1900. Onomastus patellaris ingår i släktet Onomastus och familjen hoppspindlar. Inga underarter finns listade i Catalogue of Life.